# 1983年義大利大選

各選區選舉結果

1983年義大利大選在1983年6月26日舉行，選出義大利共和國第九屆議會成員。天主教民主黨雖然維持了其最大政黨的地位，但得票率和議席數均有所減少，而義大利共產黨紧随其后，得票率两者相差3%。